# Саласса
Саласса (італ. Salassa, п'єм. Salassa) — муніципалітет в Італії, у регіоні П'ємонт,  метрополійне місто Турин.
Саласса розташована на відстані близько 550 км на північний захід від Рима, 34 км на північ від Турина.
Населення — 1860 осіб (2014).
Щорічний фестиваль відбувається 24 червня. Покровитель — святий Іван Хреститель.

## Демографія
Населення за роками:

Станом на 1 січня 2023 року в муніципалітеті офіційно проживало 99 іноземців з 16 країн, серед них 55 громадян країн Євросоюзу та 1 громадянин України.

## Сусідні муніципалітети
- Кастелламонте
- Ольяніко
- Ривароло-Канавезе
- Сан-Понсо
- Вальперга